# Progresso (Brazilië)
Progresso is een gemeente in de Braziliaanse deelstaat Rio Grande do Sul. De gemeente telt 6.420 inwoners (schatting 2009).